# Desmond Dekker
Desmond Dekker, vlastním jménem Desmond Adolphus Dacres, (16. července 1941 – 25. května 2006) byl jamajský zpěvák. Mezi jeho největší hity patří „007 (Shanty Town)“ (1967), „Israelites“ (1968) a „It Mek“ (1969). Od konce šedesátých let žil ve Spojeném království, kde měl již před svým příchodem úspěch s písní „Israelites“. V roce 1975 měl úspěch se singlem „Sing a Little Song“, který se dostal do první dvacítky v britské hitparádě; na své dřívější úspěchy již nenavázal, ale hudbě se věnoval až do konce života. Jeho album Compass Point (1981) produkoval zpěvák Robert Palmer. Svůj poslední koncert odehrál 11. května 2006 v Leedsu. Zemřel 25. května toho roku, týden před plánovaným koncertem v Praze.